# Espirometria

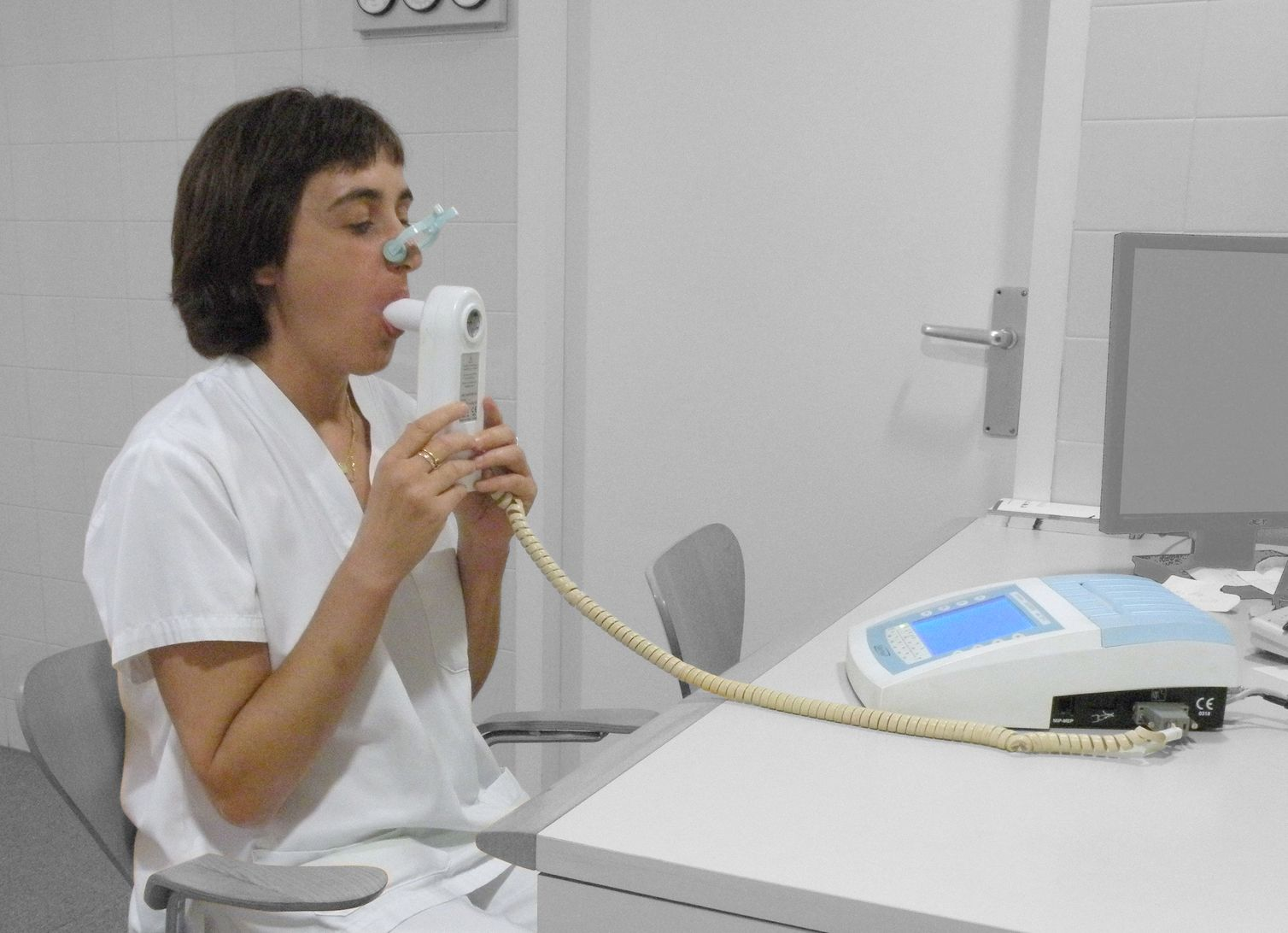
Fazendo uma espirometria

Espirometria é um exame do pulmão, também conhecido como Prova de Função Pulmonar, Prova Ventilatória ou Exame do sopro. A espirometria permite o registro de vários volumes e dos fluxos de ar. A palavra espirometria vem do latim spirare = respirar + metrum = medida. O termo foi criado em 1789 quando cientistas investigavam uma forma de aferir o volume de oxigênio utilizado na respiração. Em linhas gerais, a espirometria mede a velocidade e a quantidade de ar que um indivíduo é capaz de colocar para dentro e para fora dos pulmões.
Trata-se de um exame não invasivo e indolor, porém em raras situações de potencial risco para o paciente devido às manobras forçadas ou quando a situação do paciente possa comprometer o resultado do exame.
O exame é realizado respirando-se pela boca através de um tubo conectado a um aparelho chamado espirômetro que é capaz de registrar o volume e a velocidade do ar respirado.
A interpretação deste exame exige conhecimento de fisiologia e da mecânica respiratória humana e de doenças relacionadas ao pulmão. Mediante avaliação, a Sociedade Brasileira de Pneumologia e Tisiologia certifica médicos pneumologistas a laudar os exames.
Pacientes com asma, DPOC, bronquite, bronquiectasia, enfisema, fibrose cística, sarcoidose ou fibrose pulmonar devem fazer espirometria periodicamente (de 3 em 3 meses, ou de 6 em 6 meses). O seu exame de espirometria serve para avaliar o efeito do tratamento médico em sua doença.

## Tipos de Espirometria
A calorimetria pode ser medida por vários mecanismos distintos, sendo eles:
- Espirometria de Circuito Fechado;

Consiste num aparelho de circuito fechado onde o indivíduo ira inspirar e expirar o ar presente dentro do aparelho, este através de mecanismos presentes dentro da máquina calcula a diferença da concentração de oxigênio dentro do aparelho, medindo assim a taxa de consumo de oxigênio do paciente.

- Espirometria  de Circuito Aberto;

O indivíduo inspira o ar atmosférico e expira o ar dos pulmões em um aparelho que irá estimar a taxa de consumo de oxigênio a partir da proporção dos gases atmosféricos que é de aproximadamente 20,93% de O2 e 0,03% de Dióxido de Carbono (CO2). 

- Espirometria Portátil;

Aparelho de Espirometria de Circuito Aberto que qualquer pessoa pode possuir, não necessitando de um profissional para realiza-lo, porém menos confiável que as demais técnicas.

- Técnica com Bolsa;

Outro meio de se calcular a taxa de consumo de O2 por uma Espirometria de Circuito Aberto, esta porém é preciso um profissional capacitado para coletar os dados do exame. Consiste no indivíduo montar uma bicicleta ergométrica estacionária com um tubo conectado a uma bolsa de plástico ou lona (geralmente são utilizados balões meteorológicos para a coleta), fazendo com que o ar expirado pelo indivíduo vá de encontro à bolsa de ar no final do tubo. O profissional responsável pelo exame leva uma alíquota do ar expirado para ser analisado, verificando a composição do ar, em especial a concentração dos gases O2 e CO2.

## Parâmetros
Os parâmetros de avaliação mais comuns na espirometria são a capacidade Vital (CV), capacidade vital forçada (CVF), volume expiratório forçado (VEF) em intervalos cronometrados de 0,5, 1 (FEV1), 2 e 3 segundos, fluxo expiratório forçado 25-75% (FEF25-75) e ventilação voluntária máxima (VVM).
Capacidade vital forçada (CVF)é o volume máximo de ar exalado com esforço máximo a partir do ponto de máxima inspiração.
Volume expiratório forçado em 1 segundo (FEV1)é o volume de ar exalado no primeiro segundo a partir do ponto de máxima inspiração. Os valores médios dependem do sexo e da idade da pessoa. Valores entre 80 e 120% da média são considerados normais.
Índice de Tiffeneau (VEF1/CVF)O índice de Tiffeneau é a razão entre volume expiratório forçado em 1 segundo (cronometrado) e capacidade vital forçada. Em adultos saudáveis, o valor deve ser de aproximadamente 70–85%, diminuindo com a idade. Em doenças obstrutivas, como a asma, DPOC, bronquite crónica ou enfisema, o valor de VEF1 diminui devido ao aumento da resistência ao fluxo expiratório.
Fluxo expiratório forçado (FEF)é o fluxo ou velocidade do ar que é exalado dos pulmões durante o ponto intermédio de uma expiração forçada.
Pico de fluxo expiratório (PFE)(ou débito expiratório máximo instantâneo) é o débito máximo de ar conseguido durante uma expiração forçada máxima

## Passo a passo do exame
Um profissional orienta o paciente sobre as etapas que  devem ser feitas durante o teste. Mas em linhas gerais, funciona da seguinte maneira:
- Sentado, o paciente deverá respirar através de um bucal conectado ao espirômetro. Como não se pode desperdiçar o ar que o paciente está respirando, uma presilha de borracha tapará o nariz enquanto o paciente respira pela boca.

- O técnico pode pedir:

1. Respirar tranquilamente por algum tempo.
2. Encher o peito completamente.
3. Assoprar com o máximo de força e rapidez possível, até que o técnico peça para você repetir o processo.
4. O paciente deverá repetir o assopro pelo menos 3 vezes.
5. Provavelmente também será necessário assoprar lentamente algumas vezes.
6. Após a finalização desta primeira parte, o técnico pode pedir que o paciente use um “spray” broncodilatador e o teste será repetido novamente após 15-20 minutos.

Em algum momento é necessário que o paciente esteja psicologicamente preparado para assoprar, pois em caso de efectua-lo despreparado pode ate causar desmaio ao mesmo caso não torne a inspirar o ar.

## Espirometria na medição da Calorimetria
A Espirometria também é um exame utilizado para calcular a calorimetria de um atleta, seja ele amador ou profissional, pois o exame nos proporciona obter a taxa de consumo de O2 do organismo. "Os estudos com calorímetro do tipo bomba mostram a liberação de aproximadamente 4,82 kcal de energia quando uma combinação de dieta mista de carboidrato, lipídeo e proteína é queimada com 1L de oxigênio." (MCardle,2016) Assim, calcula-se que aproximadamente 5 kcal/L de O2 é o valor arredondado para se calcular a calorimetria de indivíduos pré ou pós uma sessão de exercício. Portanto os exames de espirometria podem ser utilizados para o calculo de calorimetria de maneira indireta em quaisquer tipos de atletas. "A calorimetria indireta proporciona resultados comparáveis aos da mensuração direta com o calorímetro humano"(MCardle,2016).